# ジョン・フレデリック・チャールズ・フラー
ジョン・フレデリック・チャールズ・フラー（John Frederick Charles Fuller、1878年9月1日 - 1966年2月10日）は、イギリスの陸軍軍人、軍事学者、ファシズム活動家。陸軍戦術の研究と、機甲戦という戦闘教義の開発で電撃戦の理論を初めて構築した。

## 生涯
1878年にイングランドのチチェスターで生まれ、サンドハースト王立士官学校を卒業する。1898年に少尉に任官し、オックスフォードシャー軽歩兵第1大隊に配属された。この頃にアレイスター・クロウリーの弟子となっている。ボーア戦争に従軍するが健康上の理由から戦闘には参加しておらず、戦争末期に情報将校として働き、偵察部隊を編成した。
1905年に大尉に昇進して参謀大学校で研究を行うと共に、クロウリーの事績を紹介する「The Star in The West」を執筆。1907年に出版した。
第一次世界大戦においては参謀将校として勤務し、少佐に昇進する。この頃から指揮官教育課程の体系化と指導に実績を残し、イギリス陸軍の陸軍大学校の基礎に貢献した。彼の1916年に当時まだ秘密だった戦車部隊の作戦将校に配属され、その戦車に関する教範類の作成に携わり、戦車を用いた作戦計画の立案に関わる。1917年のカンブレーの戦いで戦車部隊を主力部隊とした攻勢作戦を計画した。また第一次世界大戦においてフラーは「戦いの原則」を検証しており、1916年に戦いの原則についての論文を匿名で提出し、1921年に野外要務令としてまとめた。
戦後フラーは陸軍省に勤務して戦車の戦闘教義についての研究活動に取り組み、1926年に帝国参謀本部軍事顧問として多くの論文を発表して戦車戦術の開発を行った。しかしこれらの多くは戦後の軍縮気運と保守主義によって反発にあい、多くが実現せず、陸軍内でも煙たがられることがあった。実際に1922年にフラーが陸軍大学校の主任教官だったときに装甲実験部隊が大学で立ち上がったときにもフラーは遠ざけられ、別の歩兵将校が責任者となった。また1927年に歩兵部隊の指揮官に任官され、インドのボンベイ軍管区司令官に任命されたが、フラーはそれを左遷と考えて任命を拒否し、1933年まで俸給半減の処分を受け、辞職した。
その後は軍事問題と哲学、魔術について数多くの著作を残す一方、オズワルド・モズレーの英国ファシスト連盟に参加、1935年には出馬もしているが落選した。
ファシズムに参加した動機は、民主主義では大胆な軍事改革を達成できないと考えたためであった。
彼の機甲戦の理論は、本国イギリスでは軽視される一方で、ハインツ・グデーリアンを介して電撃戦の理論としてのちにドイツ国防軍で開花することとなる。
1935年、ドイツ国防軍の軍事演習に外国人として初めて参加。1939年4月にはアドルフ・ヒトラーの50歳の誕生日パレードに招かれ、完全に機甲化されたドイツ国防軍部隊に圧倒される。その際、ヒトラーは「『お子さんたち』に満足していただけたでしょうか」と尋ね、フラーは「総統閣下、その『お子さんたち』はあまりに早く成長したので、もう誰だかわかりません」と答えた。
第二次世界大戦勃発後はイギリスの参戦に反対し、平和解決を支持した。世間からは公然たるナチ共感者と見られていた。フラーは同じく親ナチ派・反ユダヤ主義者のバリー・ドンヴィル（Barry Domvile）海軍大将と共に、イギリス政府に対するクーデター計画（エドムンド・アイアンサイド将軍を首班として、ブリストルを拠点に植民地を確保し、イギリス本島を掌握する計画）を立てていた。
第二次世界大戦後もファシズム、親枢軸国の考えを変えず、間違った側が勝利したと確信していた。1961年出版の自著『The Conduct of War』ではヒトラーをソ連に対抗する「救世主」として擁護し、そのことを理解しないチャーチルとルーズベルトを激しく罵っている。
1966年、死去。

## 評価
1931年、ミハイル・トゥハチェフスキーは、フラーについて次のように書いている。

## 著作

### 原著
- The Star in The West: a critical essay upon the works of Aleister Crowley (Walter Scott Publishing Co., London, 1907)
- Yoga: a study of the mystical philosophy of the Brahmins and Buddhists (W. Rider, London, 1925)
- The Foundations of the Science of War(戦争科学の基礎、London, 1926)
- The Generalship of Ulysses S. Grant (Murray, London, 1929)
- Grant & Lee: a study in personality and generalship (Eyre & Spottiswoode, London, 1933)
- Memoirs of an Unconventional Soldier (Nicholson & Watson, London, 1936)
- The First of the League Wars (Eyre and Spottiswoode, London, 1936) [About the Italo-Ethiopian War]
- The Secret Wisdom of the Qabalah: A Study in Jewish Mystical Thought (W. Rider & Co., London, 1937)
- The Second World War, 1939-1945: a strategical and tactical history (Eyre & Spottiswoode, London, 1948)
- The Decisive Battles of the Western World and their Influence upon History, 3 vols. (Eyre & Spottiswoode, London, 1954-6). A two-volume edition, abridged by John Terraine to omit battles outside the European continent, was published in the early 1980s. 
  - Volume 1: From the earliest times to the battle of Lepanto
  - Volume 2: From the defeat of the Spanish Armada to the battle of Waterloo
  - Volume 3: From the American Civil War to the end of the Second World War
- The Generalship of Alexander the Great (Eyre & Spottiswoode, London, 1958). On Alexander the Great of Macedon.
- Julius Caesar: man, soldier and tyrant (Eyre & Spottiswoode, London, 1965)
- A Military History of the Western World, 3 vols. This is the American publication of The Decisive Battles of the Western World and their Influence upon History. Titles of individual tomes are same as in the British edition. Originally published: (Funk and Wagnalls, New York, 1954-7). Republished: (Da Capo Press, New York, 1987-8). 
  - v. 1; ISBN 0-306-80304-6.
  - v. 2; ISBN 0-306-80305-4.
  - v. 3; ISBN 0-306-80306-2.
- Fuller, J.F.C.; Aleister Crowley (1994). The Pathworkings of Aleister Crowley: The Treasure House of Images. James Wasserman (ed.). New Falcon Publications,U.S.. ISBN 1561840742.

### 日本語訳
- フラー「将来戦ニ関スル｢フラー｣少佐ノ所見」吉冨庄祐訳 (『偕行社記事　第564』偕行社、1921年)
- フラー「戦争の機械化」陸軍技術本部訳 (『将来戦汎論』干城堂、1935年)
- フラー『全体主義戦争論』渋川貞樹・救仁郷繁訳編、永田書店、1940年。
- フラー『機甲戦』(訳)、陸上自衛隊富士学校、1963年。
- フラー『西方世界の決定的戦闘及びその歴史に及ぼした影響　第1〜6巻』(訳)、海上自衛隊幹部学校。
- フラー『制限戦争指導論』中村好寿訳、原書房、1975年。
  - 新版『制限戦争指導論』中公文庫、2023年（解説石津朋之）